# Stillwater (Oklahoma)
Stillwater település az Amerikai Egyesült Államok Oklahoma államában, Payne megyében, melynek megyeszékhelye is. Lakosainak száma 48 394 fő (2020. április 1.).

## Népesség
A település népességének változása:

| 2010 | 45 688 |
| 2020 | 48 394 |